# Panzer General II
Panzer General II (с нем. — «Танковый генерал II») — компьютерная игра в жанре пошаговой стратегии, созданная в 1997 году фирмой Strategic Simulations Inc., сиквел игры Panzer General.

## Сюжет
Игра посвящена Второй мировой войне (кроме Тихоокеанского и Юго-Восточно-Азиатского театров военных действий), а также включает миссии, основанные на предшествующих военных конфликтах: Гражданской войне в Испании и Зимней войне. Играть можно кампанию (серию сюжетно связанных сценариев) или отдельные сценарии. Представлены как сценарии, имеющие историческую основу, так и гипотетические: вторжение стран оси на территорию Великобритании (включая британскую Мальту) и США, а также военный конфликт между СССР и США после разгрома нацистской Германии.
Кампании доступны для прохождения за Германию (две кампании), США, Великобританию и СССР (по одной кампании). Даже одно поражение в сценарии, входящем в кампанию, приводит к проигрышу всей кампании. В кампании перед началом и после окончания каждого сценария отображается речь некоего анонимного представителем командования в виде текста с озвучиванием, в которой в общих словах ставится задача на текущую миссию и отмечаются достижения игрока. Одиночные сценарии можно проходить за любую из сторон.

## Игровая система
Игра ведётся на карте местности, приближенной к реальной (без соблюдения масштаба). Карта разделена на шестиугольники, а населённые пункты и аэродромы на ней отмечены флагами, соответствующими стороне, которая в данный момент ими владеет. Разные участки карты характеризуются разной скоростью передвижения и возможностями защиты. Выше всего защита в горах и населённых пунктах, ниже всего при форсировании рек и болот.
Игроку видна вся карта, но юниты противника, размещённые за пределами обзора юнитов игрока, скрыты «туманом войны». В случае атаки или движения они демаскируют себя, однако при переходе хода к противоположной стороне снова становятся невидимы. Есть возможность переключения в режим так называемой стратегической карты (англ. strategic map), позволяющей в пределах одного экрана осмотреть сразу всё поле сражения, а также режим отображения только воздушных юнитов. Перед каждым ходом случайным образом определяются погодные условия, которые оказывают влияние на действия юнитов (например, во время снегопада авиация способна перемещаться по карте, но неспособна атаковать противника).
Первый ход всегда делает атакующая сторона. За один ход юнит может совершить одно перемещение и один раз атаковать противника, либо потратить ход на восполнение потерь или пополнение боекомплекта (все рода войск) и топлива (механизированные части и авиация). Исключением являются бронеавтомобили и так называемые лидеры, которые в ряде случаев могут совершить более одного перемещения или нанести более одного удара. Кроме того, танковые войска способны в случае уничтожения юнита противника с одного выстрела в ближнем бою (на соседней клетке) нанести ещё один удар в рамках того же хода. При восполнении потерь одновременно пополняются боекомплект и запасы топлива. При исчерпании боекомплекта юнит не отвечает на атаки противника, а при исчерпании запасов топлива лишается возможности перемещения. При завершении хода автоматически срабатывает автосохранение сценария (кампании), то есть у игрока всегда есть возможность переиграть ход.
Единственный ресурс в игре — так называемый «престиж» (англ. prestige). Его увеличение или уменьшение происходит в зависимости от захвата или потери населённых пунктов и аэродромов и результатов отдельных столкновений между юнитами. Престиж можно расходовать как на восполнение потерь имеющихся юнитов, так и на создание новых и улучшение существующих (последнее — только до начала миссии). Размещать новые юниты можно только в принадлежащих игроку в начале миссии ключевых точках (авиацию — и на захваченных аэродромах).
Цель каждой миссии — за заданное число ходов захватить на карте все ключевые точки противника, не потеряв собственные ключевые точки, либо уничтожить все юниты противника. Перед началом кампании или одиночного сценария у игрока есть возможность задать уровень сложности (от 50 до 300 с шагом 50). Победа в каждой миссии, в зависимости от затраченного количества ходов, имеет следующую градацию: «блестящая победа» (англ. brilliant victory), победа (англ. victory), тактическая победа (англ. tactical victory). В начале кампании игроку присваивается случайным образом выбранная из предустановленного списка фамилия, соответствующая стороне, за которую он играет, и фотография, причём используются фотографии реальных участников Второй мировой войны. По итогам успешного завершения миссии производится награждение, сопровождаемое коротким видеороликом. Все награды игрока отображаются в разделе «Полевой штаб» (англ. Field Headquarters). По итогам прохождения всей кампании в зависимости от набранных очков игроку присваивается воинское звание (максимальные значения — фельдмаршал и 300 очков).

## Юниты
Юниты разделены на восемь родов войск: ПВО, противотанковая артиллерия (включая САУ), артиллерия, пехота, бронеавтомобили, танковые войска, истребительная авиация и бомбардировочная (включая штурмовую) авиация. В некоторых сценариях доступными для игры, но недоступными для создания новых юнитов являются флот (линкоры, крейсера, эсминцы и авианосцы) и фортификационные сооружения.
Артиллерия и ПВО могут наносить удар на несколько клеток, но только до перемещения по карте, остальные рода войск наносят удар на одну клетку (бомбардировочная авиация — клетку прямо под юнитом), но могут наносить удар и после того, как сделают ход. Также возможностью удара более чем на одну клетку обладают некоторые поздние модели танков. Артиллерия (кроме противотанковой), находящаяся в пределах досягаемости от других юнитов, атакуемых противником, автоматически открывает огонь по атакующему вражескому юниту. Аналогичным образом действует ПВО против авиации противника. Артиллерия и ПВО лишены возможности захватывать населённые пункты и аэродромы. Несамоходные юниты ПВО и артиллерии и пехота могут перемещаться гужевым транспортом (наименьший диапазон перемещения и наименьшая стоимость), на грузовиках и бронеавтомобилях; в походном положении (англ. mounted) они неспособны к нанесению удара и наиболее уязвимы при атаке противника.
Типы юнитов характеризуются силой атаки пехоты, наземной техники и авиации, силой защиты от нападения с земли и с воздуха, дальностью стрельбы, дальностью обзора, боезапасом, запасом топлива и другими характеристиками. Конкретные юниты характеризуются, кроме того, опытом и численностью (штатная — 10, для опытных частей может увеличиваться до 15). По каждому юниту сохраняется информация о его боевом опыте, с которой можно ознакомиться в разделе «Полевой штаб»: участие в конкретных миссиях, типы и количество уничтоженных юнитов противника. При прохождении кампании перед началом каждой следующей миссии существует возможность усовершенствовать каждый юнит до юнита с более высокими характеристиками, потратив на это часть «престижа». Система информирует о выходе новых моделей военной техники (в ряде сценариев одна модель выдаётся игроку бесплатно), причём время их появления в ходе кампании примерно соответствует времени создания в течение Второй мировой войны.
При наведении курсора на вражеский юнит, по которому в данный момент доступно нанесение удара, отображается прогноз потерь обеих сторон. Прогноз является приблизительным: он не учитывает потерь от возможного обстрела атакующей части скрытой артиллерией противника и эффекта «отчаянное сопротивление» (англ. rugged defense). Эффект проявляется случайным образом в небольшом проценте случаев, позволяя успешно отразить атаку даже превосходящих сил с большими потерями для них. Также «отчаянное сопротивление» активируется у обороняющейся стороны в случае, если юнит в ходе перемещения внезапно сталкивается с ранее скрытым вражеским юнитом (англ. surprised у наземных юнитов и англ. out of the sun у воздушных и морских).
В случае удачной атаки или удачного отражения атаки противника юниту, накопившему определённый опыт участия в боевых действиях, может быть автоматически присвоен статус лидера (англ. leader, отображается в виде небольшой пиктограммы в правом нижнем углу изображения юнита: креста у стран «оси» и звезды у стран антигитлеровской коалиции). Лидеры обладают бонусом атаки и защиты.

## Редактор сценариев
Редактор сценариев (англ. scenario builder) позволяет самостоятельно конструировать сценарий, задавая следующие параметры: количество игроков (до 4), количество ходов, вид карты (выбор из предустановленного списка), период Второй мировой войны (по умолчанию 12 июля 1941 года), сезонные особенности (наличие или отсутствие снежного покрова), атмосферные условия (ясно, облачно, дождь, снег), количество и состав юнитов каждой из сторон, их размещение на карте, уровень престижа на начало сценария и некоторые другие.

## Дополнения
Впоследствии игра была доработана энтузиастами: появились десятки новых кампаний, сценариев, карт, был существенно расширен модельный ряд военной техники и улучшена графика. Наиболее известная модификация Panzer General II Adlerkorps Edition включает более 60 кампаний, 1100 сценариев и 500 карт.

## Оценки
| Русскоязычные издания | Русскоязычные издания |
| Издание               | Оценка                |
| --------------------- | --------------------- |
| «Игромания»           | [ 9 ]                 |